# فيكتور ألكسندر (لاعب كرة سلة)
فيكتور ألكسندر (بالإنجليزية: Victor Alexander)‏ مواليد 31 أغسطس 1969 في ديترويت، هو لاعب كرة سلة محترف أمريكي سابق بدأ مسيرته الاحترافية في سنة 1991 حيث تم اختياره من قبل فريق غولدن ستايت ووريورز خلال الدرافت. يبلغ طوله 6 قدم 9 بوصة (2.1 م). اعتزل اللعب في 2003.

## فرق لعب لها
- غولدن ستايت ووريورز
- مكابي تل أبيب لكرة السلة
- ساسكي باسكونيا
- ديترويت بيستونز
- نادي سسكا موسكو لكرة السلة
- بالونكيستو مالقا

## إحصائيات المسيرة

### الموسم الاعتيادي
| السنة   | الفريق              | لعب | بدأ | دقيقة | ميداني% | ثلاثية | حرة  | ارتداد | صنع | استلاب | تصدي | نقطة |
| ------- | ------------------- | --- | --- | ----- | ------- | ------ | ---- | ------ | --- | ------ | ---- | ---- |
| 1991–92 | غولدن ستايت ووريورز | 80  | 28  | 16.9  | .529    | .000   | .691 | 4.2    | .4  | .6     | .8   | 7.4  |
| 1992–93 | غولدن ستايت ووريورز | 72  | 59  | 24.3  | .516    | .455   | .685 | 5.8    | 1.3 | .5     | .7   | 11.2 |
| 1993–94 | غولدن ستايت ووريورز | 69  | 39  | 19.1  | .530    | .154   | .527 | 4.5    | 1.0 | .4     | .5   | 8.7  |
| 1994–95 | غولدن ستايت ووريورز | 50  | 29  | 24.7  | .515    | .240   | .600 | 5.8    | 1.2 | .6     | .6   | 10.0 |
| 2001–02 | ديترويت بيستونز     | 15  | 0   | 6.5   | .353    | .000   | .500 | 1.9    | .4  | .0     | .1   | 2.7  |
| المسيرة |                     | 286 | 155 | 20.1  | .518    | .286   | .634 | 4.8    | .9  | .5     | .6   | 8.9  |

### التصفيات
| السنة   | الفريق              | لعب | بدأ | دقيقة | ميداني% | ثلاثية | حرة   | ارتداد | صنع | استلاب | تصدي | نقطة |
| ------- | ------------------- | --- | --- | ----- | ------- | ------ | ----- | ------ | --- | ------ | ---- | ---- |
| 1992    | غولدن ستايت ووريورز | 4   | 0   | 6.0   | .600    | .000   | 1.000 | 1.5    | .3  | .5     | .0   | 1.8  |
| 2002    | ديترويت بيستونز     | 1   | 0   | 3.0   | .000    | .000   | .000  | 1.0    | .0  | .0     | .0   | 0.0  |
| المسيرة |                     | 5   | 0   | 5.4   | .500    | .000   | 1.000 | 1.4    | .2  | .4     | .0   | 1.4  |

## روابط خارجية
- فيكتور ألكسندر على موقع الدوري الأوروبي لكرة السلة (الإنجليزية)
- فيكتور ألكسندر على موقع إن بي أي (الإنجليزية)
- فيكتور ألكسندر على موقع سبورتس رفرنس (الإنجليزية)
- فيكتور ألكسندر على موقع الدوري الإسباني لكرة السلة (الإسبانية)
- فيكتور ألكسندر على موقع كرة السلة الأوروبية.كوم (الإنجليزية)
- فيكتور ألكسندر على موقع إي إس بي إن.كوم (الإنجليزية)
- فيكتور ألكسندر على موقع كلية كرة السلة في سبورتس رفرنس.كوم (الإنجليزية)
- فيكتور ألكسندر على موقع ريلجم (الإنجليزية)
- فيكتور ألكسندر على موقع بروبوليرز (الإنجليزية)
- فيكتور ألكسندر على موقع سبورتس رفرنس (الإنجليزية)